# Henryka Krzywonos
Henryka Krystyna Krzywonos-Strycharska (* 27. März 1953 in Olsztyn) ist eine  Aktivistin der polnischen Gewerkschaft Solidarność.

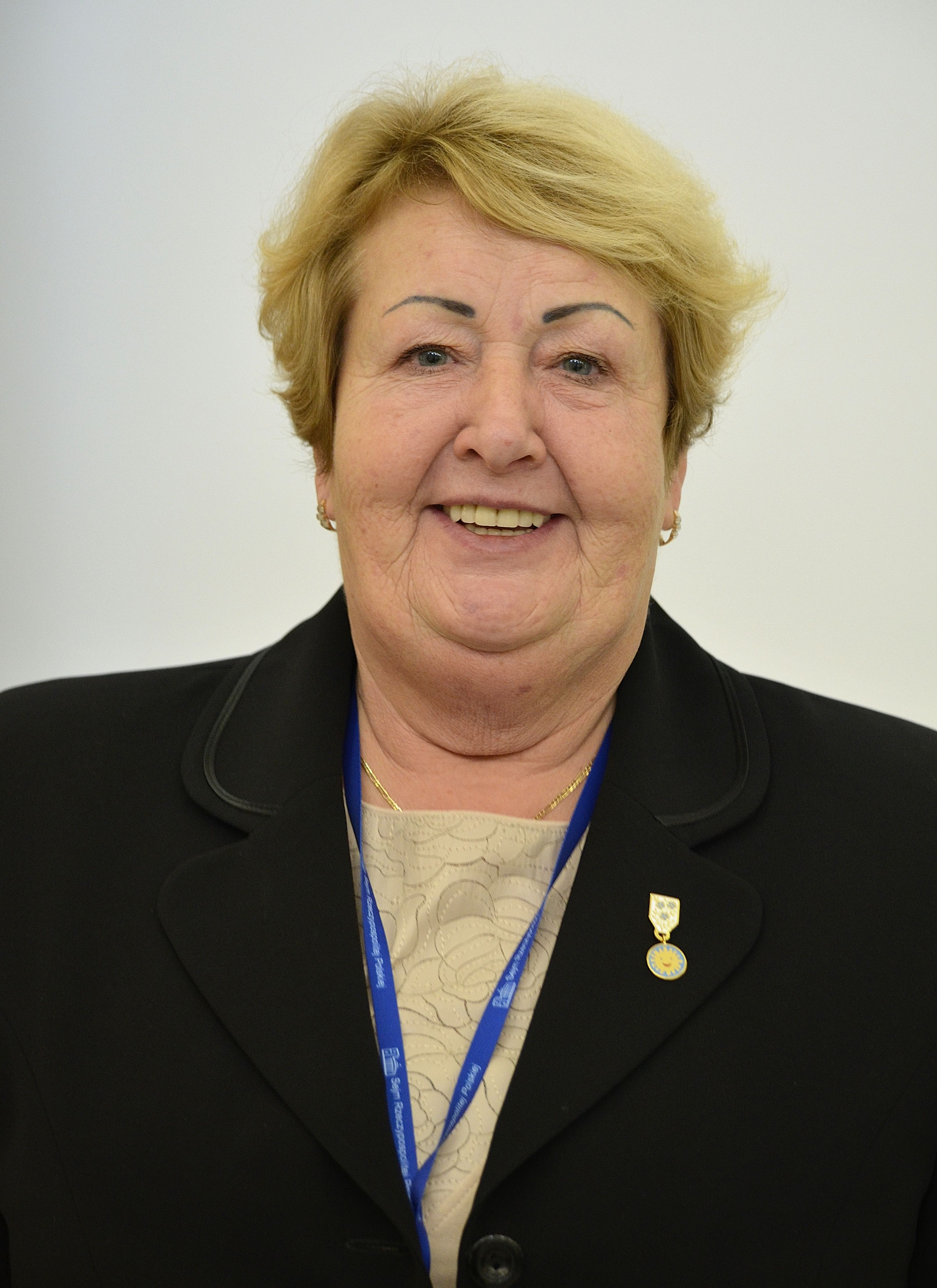
Henryka Krzywonos im Jahr 2015

## Leben
1973 bis 1978 arbeitete sie als Straßenbahn-Fahrerin in Danzig, danach in der Danziger Leninwerft als Kranführerin, um 1979 zum Führerstand der Tram zurückzukehren.
Am 15. August 1980 hielt sie die Straßenbahn Nummer 15 vor der Baltischen Staatsoper an und teilte den Fahrgästen der Straßenbahn, die mit Bravo-Rufen reagierten, die Nichtweiterfahrt mit, ein Signal zur Fortsetzung des begonnenen Streiks der Arbeiter.
Am 16. August begab sie sich zur Werft zu den Streikenden und verkündete ihren Gewerkschaftsbeitritt. Mit Alina Pienkowska, Anna Walentynowicz und Ewa Osowska gehörte sie zu den wichtigsten Figuren im Streikkomitee. Am 31. August gehörte sie zu den Unterzeichnern des August-Übereinkommens mit der Regierung.
Während des Kriegsrechts in Polen wurde sie während einer Hausdurchsuchung schwer geschlagen. Als Folge dieser Misshandlung verlor sie ihr ungeborenes Kind.
1994 bis zu ihrer Pensionierung 2009 betrieb sie ein privates Kinderheim in Danzig.
Am 3. Mai 2006 erhielt sie für herausragende Leistungen in ihrer Arbeit für den demokratischen Wandel in Polen das Komturkreuz des Ordens der Wiedergeburt Polens, den Orden Polonia Restituta.
2009 wurde sie vom Kongress der Polnischen Frauen ausgezeichnet.
Henryka Krzywonos wurde ein Dokumentarfilm gewidmet: Świat bez tajemnic – Oni zrywali Żelazną Kurtynę – Polska. Henryka Krzywonos i narodziny Solidarności zu Deutsch: Als der Ostblock Geschichte wurde – Sie brachen den Eisernen Vorhang – Polen. Henryka Krzywonos und die Geburt der Solidarność, von Małgorzata Bucka (Frankreich 2008/2009). Im deutschen Fernsehen lief der Film unter dem Titel Henrykas Solidarität in der Filmreihe Als der Ostblock Geschichte wurde.
Bei der offiziellen Gedenkfeier zum 30. Jubiläum der Solidarność am 30. August 2010 ergriff sie kurz das Wort und verwahrte sich gegen nach ihrer Auffassung unsolidarisches und spalterisches Wirken einzelner Solidarność-Mitglieder.